# Тагизаде, Молла-ага
Хаджи Молла-ага Тагизаде (азерб. Ağa Hacı Molla Tağızadə; 1830, Шемахы, Шемахинский уезд, Бакинская губерния, Российская империя — 1892, Шемахы, Шемахинский уезд, Бакинская губерния, Российская империя) — азербайджанский поэт XIX века, член литературного общества «Бейтус-сафа».

## Биография
Хаджи Молла-ага Тагизаде родился в Шемахе в 1830 году в семье религиозного деятеля и получил образование в этом городе. Ага, в совершенстве изучавший арабский и персидские языки в медресе, благодаря личному изучению глубоко познакомился с произведениями выдающихся поэтов Востока, что вызвало у него желание писать стихи. Поэт, с детства занимавшийся ткачеством, позже открыл небольшую лавку возле караван-сарая Махмуд-аги и занимался продажей духов, но поэзию и искусство не оставил до конца жизни. На мировоззрение Бихуда повлияли его многочисленные посещения разных городов Кавказа и Ирана, знакомство с жизнью и культурой разных народов и учеными мест, которые он посетил. Поэт, большую часть жизни проживший в Шемахе, умер от холеры в 1892 году в возрасте 62 лет. Духовенство города презирало его. Они обвиняли поэта в нерелигиозности и идолопоклонстве, никому не позволяли стоять возле его похорон и даже молиться. Наконец, некоторые люди из Ирана и несколько юношей Шемахи собрали деньги и похоронили его.

## Творчество
Хаджи Молла-ага Тагизаде писал стихотворения под псевдонимом «Бихуд». Он регулярно встречался с членами «Меджлиси-фарамушан», «Меджлиси-унс» в Шуше и «Маджмауш-шуара» в Баку, а также с поэтами Дербента, часто переписывался с ними. Когда Гумри и Шюаи обвинили поэтов «Бейтус-сафа» в любви к музыке и пьянстве, Молла-ага Бихуд был одним из тех, кто дал им резкий и решительный ответ. Бихуд был близким другом шушинских поэтов и регулярно переписывался с членами обоих литературных собраний города. Он тесно подружился с Абдуллой-беком Аси. Эти два друга-поэта писали друг другу стихотворные письма одним тоном, одним весом и одной рифмой, и оба они выражали приход ответов на одну и ту же ситуацию — в удачный момент, и свою безмерную радость при ответах с образными выражениями и художественными красками. Хотя Бихуд писал в ранние периоды своего творчества такие религиозные произведения, как марсия и синазан. Некоторые из его доступных стихов были написаны против мулл-мошенников, которые используют веру людей в личных целях.  Бихуд один из поэтов, внесших новшество в традиции классической поэзии. В газелях Бихуда, одного из продолжателей школы Физули, прославляется оптимистический дух, чистая любовь, чистая любовь, почти не встречаются религиозно-легендарные выражения, такие как гурий, ангел, рай. Напротив, лицо красивой женщины, описанное поэтом, намекает на вещи, существующие в природе, такие как луна, солнце, базиликовые волосы, шипы, тюльпаны на её щеках и кипарисы. Его язык свободен от внятных, неряшливых выражений, ровен и строен, образность выражений придает его газелям особую искренность и сладость. Тяжелые рифмы и фразы в нем встречаются редко.